# Ilir Përnaska
Ilir Jonuz Përnaska (Tirana, 7 maggio 1951) è un ex calciatore albanese, di ruolo attaccante.

## Biografia
Dal 1992 vive ad Ascoli Piceno, è sposato e ha due figli.

## Carriera

### Club
Con la Dinamo Tirana, club nel quale ha trascorso l'intera carriera, ha vinto 5 campionati e 3 coppe albanesi. È stato altresì capocannoniere del campionato albanese per 6 stagioni consecutive, dal 1971 al 1976.

### Nazionale
Ha esordito con la Nazionale albanese nel 1971, giocando 15 partite e segnando 5 gol sino al 1981.

## Palmarès

### Club
- Campionato albanese: 5

Dinamo Tirana: 1966-67, 1974-75, 1975-76, 1976-77, 1979-80
- Coppa d'Albania: 3

Dinamo Tirana: 1970-71, 1973-74, 1977-78

### Individuale
- Capocannoniere del campionato albanese: 6

1970-71, 1971-72, 1972-73, 1973-74, 1974-75, 1975-76